# Brighton (Nowy Jork)
Brighton – jednostka osadnicza w Stanach Zjednoczonych, w stanie Nowy Jork, w hrabstwie Monroe.